# Vänersborgs tändsticksfabrik
Vänersborgs tändsticksfabrik var en svensk tändstickstillverkare i Vänersborg, som var verksam mellan 1848 och 1932.
År 1847 startade handlanden Robert Bergmark (1814-1860) tillverkning av fosfortändstickor i Falköping i kapslar, trädosor och pappersaskar. Efter det att fabriken brunnit ned samma år, flyttade verksamheten till Vänersborg, där Wenersborgs tändsticksfabrik anlades på egendomen Kasens marker i Blåsut väster om Trollhätte kanal. 
Tillverkningen under de första åren var hantverksmässig och skedde till en del som hemarbete. Fabriken flyttade 1853 till en tomt vid nuvarande Östra vägen. En ångmaskin installerades 1856 och blev det första steget i en mekanisering av tillverkningen. År 1860, då den övertogs av Anders Olof Andersson (död 1881), hade fabriken 147 arbetare, varav 55 barn. Den var då den tredje största tändsticksfabriken i Sverige. Som mest hade den uppemot 600 anställda och var jämte A F Carlssons Skofabrik Vänersborgs största företag.
Fabriken brann ned 1867, återuppbyggdes och brann ned igen 1874. Den tredje fabriken byggdes i sten och tegel, men brann också den ned 1886. Den fjärde fabriken kom att bestå utan brand.
År 1881 togs företaget över av A.O. Andersson svärson Wilhelm von Nolting (1840-1930) och ombildades 1892 till A.O. Andersson Fabriks AB. Det började också tillverka paraffinstickor, papperständstickor och stormtändstickor och sysselsatte 209 arbetare.
År 1904 övertogs fabriken av Jönköpings och Vulcans Tändsticksfabriks AB, varefter maskinutrustningen moderniserades. Wilhelm von Nolting fortsatte som chef till 1910, då han efterträddes av sonen Olof von Nolting (1877-1965), som var chef fram till 1932. 
Till fabriken levererades aspstockar på Vänern med båt till Skräcklan och vidare med tåg på ett industrispår till fabriken.
Vänersborgsfabriken blev 1917 en del av Svenska Tändsticks AB. Den lades ned 1932 i efterverkningarna av Kreugerkraschen.
Från 1859 fanns filialen Örnäs tändsticksfabrik i Åmål fram till 1868, då den förstördes i en brand.
Televerket tog över de nedlagda fabrikslokalerna 1940 för sin verkstadsbyrå i Vänersborg, från 1968 Telis verkstad i Vänersborg. Den hade 1970 960 anställda i verkstaden och 110 hemarbetare. Den lades ned 1993. Lokalerna används idag som industriby under namnet Trenova Center.

## Bildgalleri

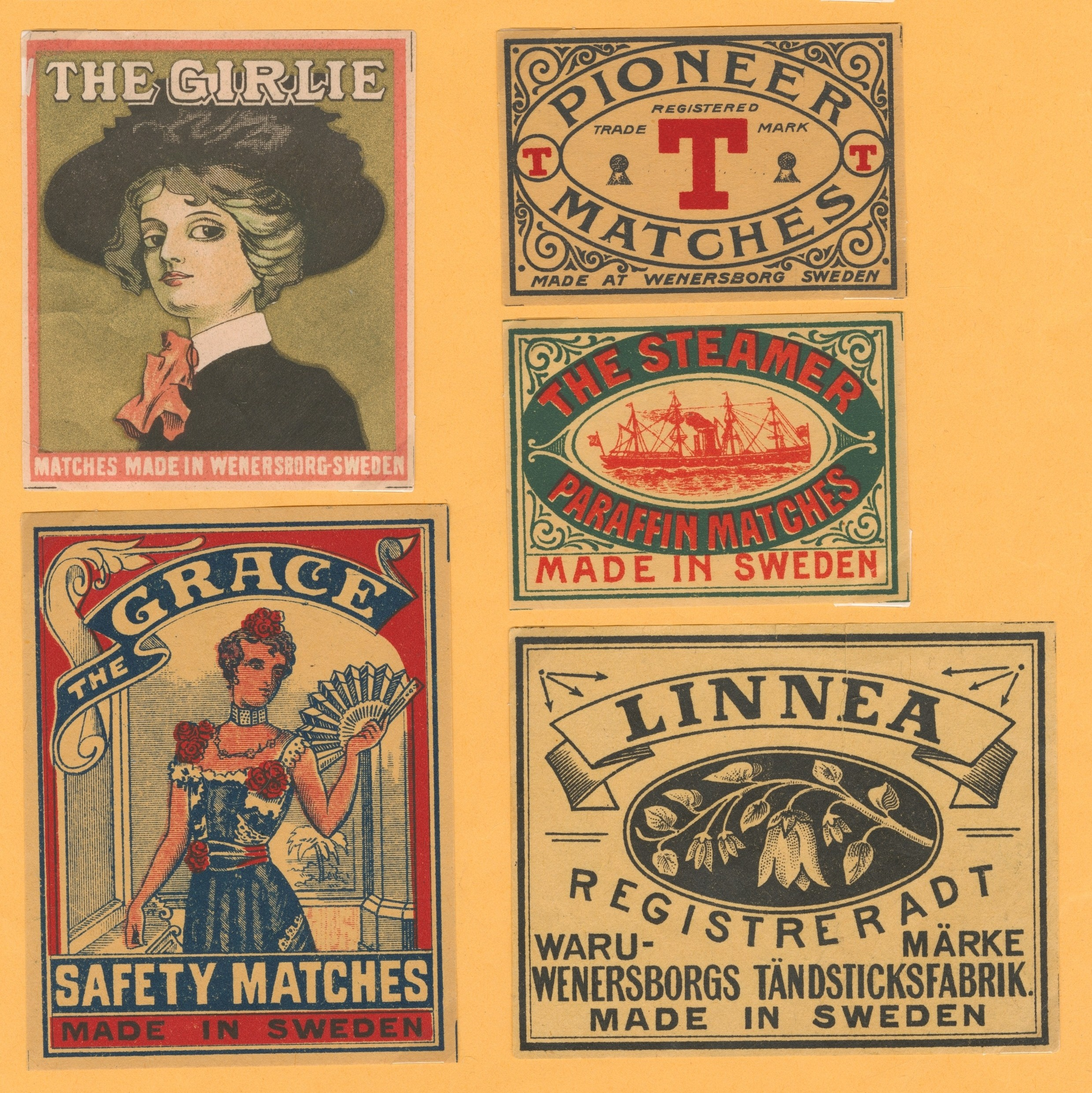
Etiketter
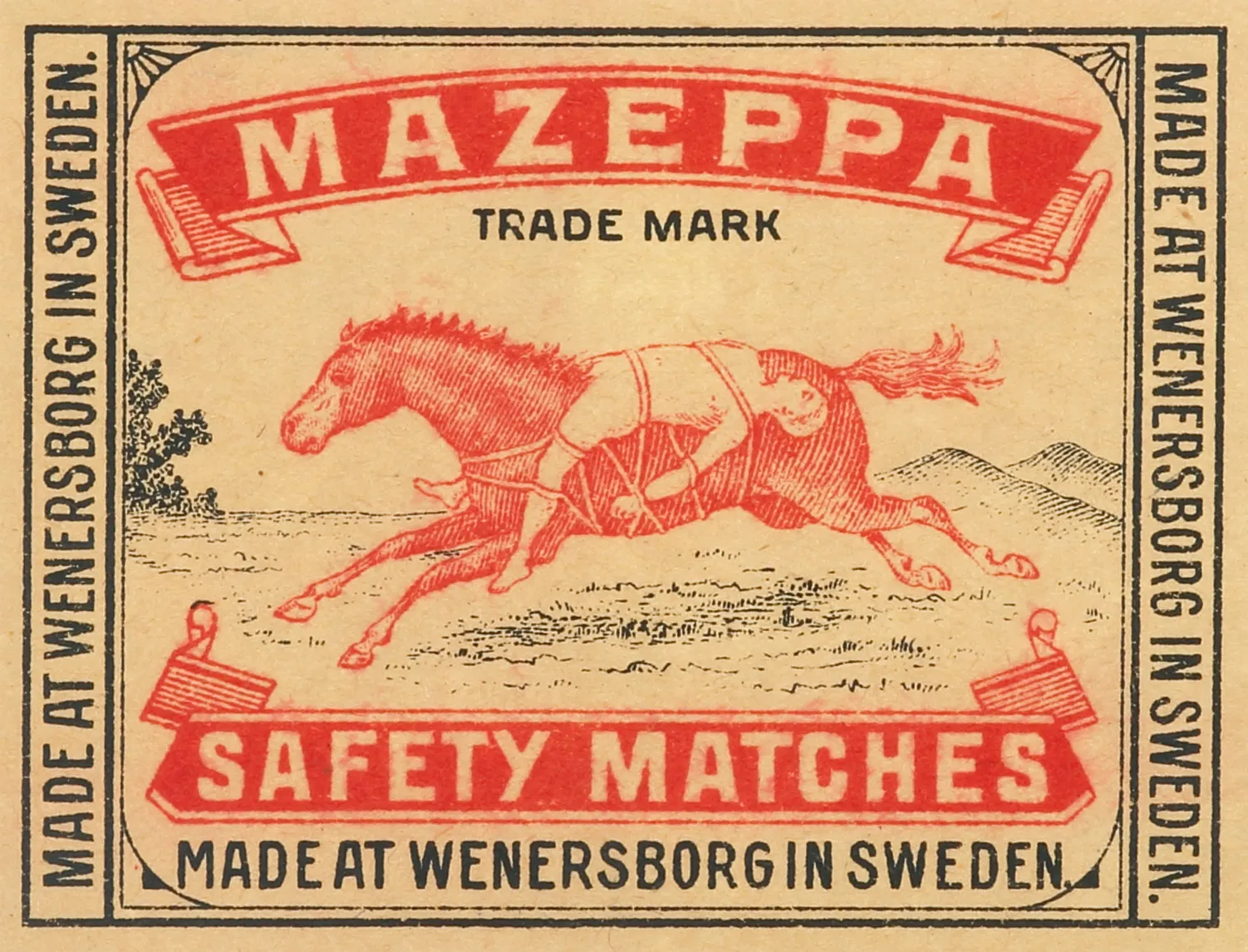
Etikett med kosackhövdingen Ivan Mazepa fastbunden på en häst